# Rachel Kushner
Rachel Kushner, född 1968 i  Eugene, Oregon, är en amerikansk författare. Kushner flyttade senare med familjen till San Francisco där hon också studerade till en BA från University of California, Berkeley, senare flyttade hon till New York och studerade kreativt skrivande med en MFA från Columbia University. . 

## Priser och utmärkelser
- Prix Médicis Etranger  2018